# Batan, Jiangsu
Batan är en köping i Kina. Den ligger i provinsen Jiangsu, i den östra delen av landet, omkring 260 kilometer nordost om provinshuvudstaden Nanjing. Antalet invånare är 57 974. Befolkningen består av 28 821 kvinnor och 29 153 män. Barn under 15 år utgör 19,0 %, vuxna 15-64 år 69 %, och äldre över 65 år 11,0 %.
Runt Batan är det tätbefolkat, med 550 invånare per kvadratkilometer. Batan är det största samhället i trakten. Trakten runt Batan består till största delen av jordbruksmark.
Genomsnittlig årsnederbörd är 1 041 millimeter. Den regnigaste månaden är juli, med i genomsnitt 268 mm nederbörd, och den torraste är januari, med 20 mm nederbörd.